# Vol Air Canada 797
Le 2 juin 1983, le Douglas DC-9 assurant le vol Air Canada 797 et reliant Dallas-Fort Worth à Montréal, avec une escale à Toronto, est victime d'un incendie en vol autour des toilettes arrière qui se propage rapidement, remplissant l'avion de fumée toxique. La propagation du feu brûle des câbles électriques cruciaux qui désactive la plupart des instruments dans le cockpit, forçant l'avion à se dérouter vers l'aéroport international de Cincinnati-Northern Kentucky. Moins de 90 secondes après l'atterrissage d'urgence de l'avion et l'ouverture des portes, la chaleur du feu et l'oxygène frais des portes de sortie ouvertes ont créé les conditions d'un feu instantané (en) (flashfire), et l'intérieur de l'avion est immédiatement englouti dans les flammes, tuant 23 passagers qui n'avaient pas encore réussi à sortir.
L'accident a entraîné des changements importants au niveau des réglementations aéronautiques mondiales qui ont été modifiées après l'accident pour améliorer la sécurité des avions. De nouvelles règles ont imposé d'installer des détecteurs de fumée dans les toilettes, des bandes lumineuses marquant les itinéraires d'évacuation et une formation et un équipement de lutte contre les incendies accrus pour l'équipage. Dans le même temps, les règlements concernant l'évacuation ont également été mis à jour.
Depuis l'accident, il est obligatoire pour les constructeurs d'avions de prouver que leurs appareils pourraient être évacués dans les 90 secondes suivant le début d'une évacuation, et les passagers assis près des sorties de secours des ailes (en) reçoivent désormais une instruction pour aider et déverrouiller la porte dans une situation d'urgence.

## Avion et équipage
Le 2 juin 1983, à 16 h 25, heure de l'Est, le vol 797 décolle de l'aéroport international de Dallas-Fort Worth au Texas. Ce vol devait faire une escale à l'aéroport international de Toronto, puis se diriger à destination de l'aéroport de Dorval (aujourd'hui aéroport Pierre-Elliott-Trudeau) à Montréal au Canada,.
L'appareil exploité par Air Canada, un Douglas DC-9-32 (immatriculation C-FTLU,,) âgé de 15 ans, avait été construit en 1968 et avait été livré à la compagnie canadienne la même année,. Il avait accumulé 36 625 heures de vol au moment de l'accident.
Le commandant de bord du vol, Donald Cameron, 51 ans, était employé par Air Canada depuis 1966. Au moment de l'accident, il comptait environ 13 000 heures de vol, dont 4 939 à bord du DC-9. L'officier pilote de ligne Claude Ouimet, 34 ans, volait pour Air Canada depuis 1973 et avait accumulé environ 5 650 heures de vol, dont 2 499 heures sur DC-9.
Les trois membres de l'équipage cabine à bord se composaient du chef de cabine Sergio Benetti, 37 ans, Laura Kayama, 28 ans, et Judith L. "Judi" Davidson, 33 ans. Ils travaillaient avec Air Canada depuis respectivement 1972, 1976 et 1973. Tous les trois avaient terminé leur dernière formation périodique.

## Incident

### Incendie
En survolant Louisville dans le Kentucky à une altitude de 33 000 pieds (environ 10 000 mètres), un incendie en vol s'est déclaré dans ou autour des toilettes arrière (en) de l'avion. Les pilotes ont entendu trois bruits secs vers 18 h 51, pendant le service du dîner, et ont découvert que « les trois disjoncteurs associés au moteur de la chasse d'eau des toilettes arrière » s'étaient déclenchés,. La tentative initiale du commandant de bord pour réinitialiser les disjoncteurs a échoué. Le commandant a attendu environ huit minutes pour donner le temps aux circuits déclenchés de se refroidir avant d'essayer de les réinitialiser à 18 h 59. Le commandant de bord a remarqué que les disjoncteurs sautaient de nouveau en les poussant.
Vers 19 h 00, un passager assis dans la dernière rangée a informé l'agent de bord Judith Davidson d'une odeur étrange à l'arrière de l'avion. Elle a retracé l'odeur jusqu'aux toilettes arrière et a alors tenté de les vérifier en ouvrant la porte de quelques centimètres. À ce moment-là, elle a observé les toilettes pleines de fumée gris clair, du sol au plafond, mais n'a pas vu de flammes. Elle a ensuite demandé à l'agent de bord Laura Kayama de trouver le chef de cabine Sergio Benetti, qui est ensuite entré dans les toilettes pour observer ce qui s'y passait.
Le chef de cabine n'a vu aucune flamme, mais a vu des volutes de fumée noire épaisse sortir des jointures autour des murs des toilettes. Alors qu'il a pulvérisé l'intérieur des toilettes avec un extincteur à CO2, les autres PNC ont fait avancer les passagers du vol vers l'avant et ont ouvert des bouches d'aération pour laisser entrer plus d'air frais dans la cabine. Laura Kayama s'est ensuite rendue au poste de pilotage et, à 19 h 02, a informé les pilotes d'un « incendie dans les toilettes ». Le commandant Donald Cameron a mis son masque à oxygène et a ordonné au copilote d'aller voir à l'arrière pour identifier ce qui s'y passait.
Le copilote a constaté qu'une épaisse fumée remplissait les trois à quatre dernières rangées de sièges et qu'il ne pouvait pas atteindre les toilettes arrière. Le chef de cabine l'a informé qu'il n'avait pas vu la source de l'incendie, mais qu'il avait aspergé les toilettes avec un extincteur à CO2. Comme le tabagisme n'était pas interdit à l'époque, une cause régulière des incendies dans les toilettes des avions était l'élimination des cigarettes dans la poubelle par les passagers fumant dans les toilettes, mais le chef de cabine a dit au copilote qu'il ne croyait pas que le feu était dans la poubelle.
À 19 h 04, le copilote est retourné dans le cockpit, a parlé au commandant de la fumée et a suggéré de descendre. Cependant, il n'a pas rapporté le commentaire du chef de cabine selon lequel l'incendie n'était pas un simple feu de poubelle. Quelques secondes plus tard, le chef de cabine est venu dans le cockpit et a dit au commandant de bord que les passagers avaient été avancés et que la fumée « disparaissait ». Le commandant a renvoyé le copilote pour essayer d'inspecter à nouveau les toilettes arrière.
À 19 h 06, alors que le copilote était hors du cockpit, le chef de cabine a de nouveau dit au commandant qu'il pensait que la fumée se dissipait. Le commandant, croyant toujours que le feu était dans la poubelle des toilettes, n'avait toujours pas commencé à descendre car il s'attendait à ce que le feu soit éteint.
À 19 h 07, le copilote a de nouveau atteint les toilettes arrière. Il tendit la main pour ouvrir la porte, mais comme elle était très chaude au toucher, il décida de ne pas l'ouvrir. Il a ensuite ordonné aux agents de bord de garder la porte des toilettes fermée, puis est retourné dans le cockpit, où il a dit au commandant : « Je n'aime pas ce qui se passe, je pense que nous ferions mieux de descendre, d'accord ? ». D'après son témoignage après l'accident, c'est à ce moment-là que le commandant a réalisé que la voix de son copilote était stressée, ce qui, selon lui, signifiait qu'une descente immédiate était nécessaire.
Pendant que le copilote était toujours à l'arrière, le voyant « Master Caution » s'est allumé dans le cockpit, indiquant une perte de l'alimentation électrique. Le commandant de bord a appelé le contrôle de la circulation aérienne à Indianapolis et les a informés que le vol 797 avait un « problème électrique ». Le signal du transpondeur du vol 797 a ensuite disparu des écrans radar et le contrôleur n'a pu que surveiller le vol en passant au suivi du radar primaire , qui ne fournit pas d'information d'altitude.
Juste après le retour du copilote dans le cockpit, le voyant « Master Warning » s'est allumé, avertissant les pilotes d'une perte d'alimentation électrique de secours. Le commandant a ordonné de passer à l'alimentation par batterie, mais la perte d'alimentation électrique principale et d'urgence a provoqué la panne de certains systèmes électriques, y compris l'alimentation du compensateur du stabilisateur horizontal (gouverne de profondeur). Cela a entraîné le blocage du stabilisateur en position de croisière et a donc rendu la maîtrise de la descente de l'avion extrêmement difficile et a nécessité un effort physique important de la part des deux pilotes. De plus, les deux enregistreurs de vol ont cessé d'enregistrer à ce moment.

### Descente
À 19 h 08, le commandant Cameron a commencé une descente d'urgence et a déclaré un « Mayday » au contrôle d'Indianapolis. Les contrôleurs ont autorisé le vol 797 à descendre pour un atterrissage d'urgence à l'aéroport international de Cincinnati-Northern Kentucky, près de Cincinnati dans l'Ohio. Étant donné que la perte de puissance électrique avait altéré certains instruments de vol, les contrôleurs ont dû diriger le vol 797 vers l'aéroport en utilisant une approche « sans gyroscope », le contrôleur observant le vol 797 au radar et ordonnant au vol d'effectuer des virages en fonction de la position et du cap au radar,.
La fumée a rempli la cabine passagers et est entrée dans le cockpit pendant que l'avion descendait. Pendant la descente et l'atterrissage, la fumée remplissait de plus en plus le cockpit, dont la porte était restée ouverte durant toute la descente, et les pilotes avaient des difficultés pour voir les commandes et l'extérieur et devaient se pencher pour voir les instruments qu'ils leur restaient.
Le système de sonorisation (PA) a également été défaillant, empêchant les agents de bord de communiquer efficacement avec les passagers. Néanmoins, ils ont pu déplacer tous les passagers vers l'avant de la rangée 13, leur fournir des serviettes mouillées et expliquer aux passagers assis dans les rangées près des sorties de secours comment ouvrir les portes, une pratique qui n'était pas standard sur les vols des compagnies aériennes commerciales à l'époque.
À ce moment-là, « l’incendie a (commencé à) consumer les murs des toilettes, s’est propagé vers le plafond, puis a commencé à avancer (vers l'avant de la cabine). De la fumée et des gaz toxiques ont commencé à pénétrer dans la cabine, à se propager vers l'avant et à s'accumuler le long du plafond de la cabine. »

### Atterrissage et évacuation

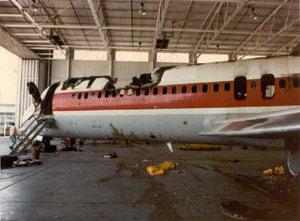
Dommages par le feu dans la partie avant de l'avion.

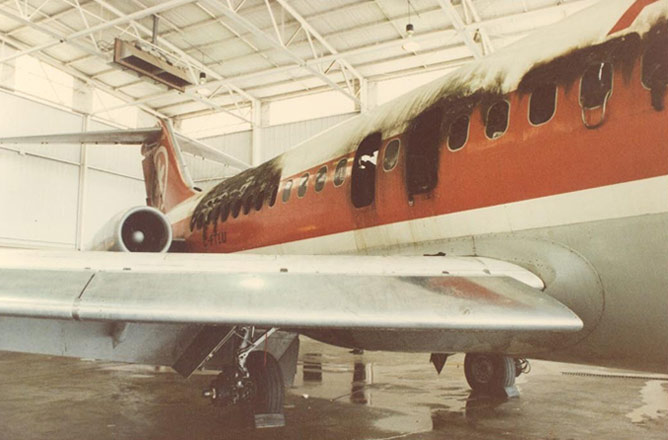
Dégâts causés par l'incendie sur le fuselage du DC-9.

À 19 h 20, les pilotes ont effectué un atterrissage extrêmement difficile à l'aéroport international de Cincinnati-Northern Kentucky. Le système anti-dérapage n'a pas fonctionné et quatre pneus ont explosé lors de l'atterrissage. Les pilotes ont rapidement arrêté les moteurs de l'avion, les portes avant et des ailes ont été ouvertes et des toboggans d'évacuation aux portes avant ont été déployées. Grâce aux instructions données par l'équipage cabine, 3 des 4 sorties de secours au niveau des ailes ont pu être ouvertes par des passagers. 18 passagers et les trois agents de bord ont pu évacuer en utilisant ces issues,. L'ouverture des portes a également provoqué un afflux d'air qui a alimenté l'incendie,.
Les pilotes n'ont pas pu rentrer dans la cabine passagers en raison de la fumée et de la chaleur,. Ils se sont échappés par leur fenêtre de secours peu après l'atterrissage et le commandant Cameron a été la dernière personne à être sortie vivante de l'avion.
Moins de 90 secondes après le toucher des roues, l'intérieur de l'avion a subi un feu instantané (en) (flashfire) et s'est enflammé, tuant les 23 passagers qui étaient toujours à bord. Les passagers piégés à l'intérieur de l'avion sont morts de l'inhalation de fumée et des brûlures causées par le flash. Sur les 18 passagers survivants, trois ont été grièvement blessés, 13 ont été légèrement blessés et deux n'ont pas été blessés. Aucun des cinq membres d'équipage n'a été blessé. L'incendie a détruit toute la partie supérieure du fuselage,.
Vingt et un Canadiens et deux Américains sont morts dans l'accident,. De nombreux corps des victimes ont été brûlés au-delà de toute reconnaissance. Presque toutes les victimes se trouvaient dans la moitié avant de l'avion entre les ailes et le cockpit. Certaines victimes ont été retrouvées dans l'allée, tandis que d'autres étaient toujours à leur place. Il n'existait pas à l'époque de réglementation imposant un balisage au sol pour guider vers les sorties de secours. Deux victimes se trouvaient à l'arrière de l'avion, même si les passagers ont été déplacés vers l'avant après la détection de l'incendie ; certaines personnes, désorientées, se sont déplacées au-delà des sorties d'ailes et ont succombé. Des échantillons de sang sur les corps ont révélé des niveaux élevés de cyanure, de fluorure et de monoxyde de carbone, produits chimiques très toxiques produits par l'avion en feu.

## Enquête
Comme l'accident s'est produit aux États-Unis, il a fait l'objet d'une enquête par le Conseil national de la sécurité des transports américain (NTSB).
Ce DC-9 avait connu un certain nombre de problèmes au cours des mois qui ont précédé l'accident. 76 rapports d'entretien avaient été déposés dans les journaux de bord de l'année précédente, et le CVR a enregistré le commandant Cameron disant à son copilote de « mettre [le problème de disjoncteur] dans le livre » lorsque les disjoncteurs n'ont pas répondu à la première tentative de réinitialisation à 18 h 52. Le commandant a de nouveau tenté de réinitialiser les disjoncteurs à 18 h 59, sans succès. Près de quatre ans plus tôt, le 17 septembre 1979, l'avion avait subi une décompression explosive dans la cloison arrière qui a nécessité de reconstruire toute une section et de remplacer ou épisser la plupart des câbles et des conduites hydrauliques à l'arrière de l'avion. L'avion avait été remis en service près d'un mois et demi plus tard, début décembre 1979.

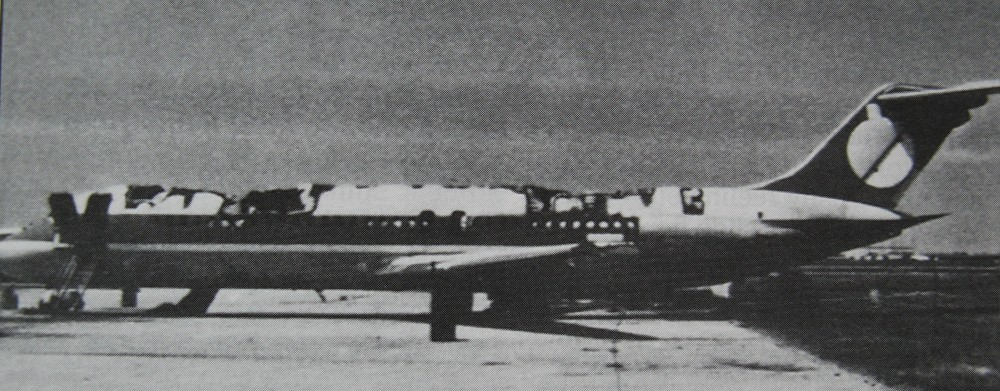
Le DC-9 d'Air Canada (C-FTLU) ravagé après l'incendie.

Bien que le fuselage ait été presque détruit par l'intensité de l'incendie, l'enregistreur vocal du poste de pilotage (CVR) et l'enregistreur de données de vol (FDR) étaient toujours en bon état et ont produit des données vitales pour l'enquête. Sur le CVR, les enquêteurs du NTSB ont entendu huit bruits d'arc électrique commençant à 18 h 48. Les arcs se sont répétés chaque fois que l'équipage a tenté de réinitialiser les disjoncteurs des toilettes. Les deux pilotes ont déclaré qu'ils n'avaient entendu aucun arc et le NTSB a conclu que ces sons avaient été inaudibles pour l'équipage. Bien qu'un certain nombre de fils dans la section des toilettes aient été retrouvés plus tard avec l'isolant enlevé, les enquêteurs n'ont pas été en mesure de déterminer si ces dommages d'isolation étaient la cause de l'incendie ou s'ils avaient été causés par l'incendie lui-même.
Environ 3 minutes avant le déclenchement des trois disjoncteurs, de nombreux sons d'arc ont été enregistrés sur le CVR. Ces sons étaient accompagnés de fluctuations de tension dans certains composants électriques.

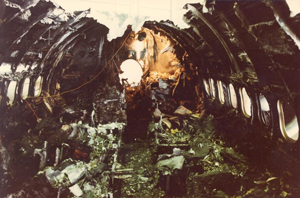
La cabine du DC-9 après l'incendie.

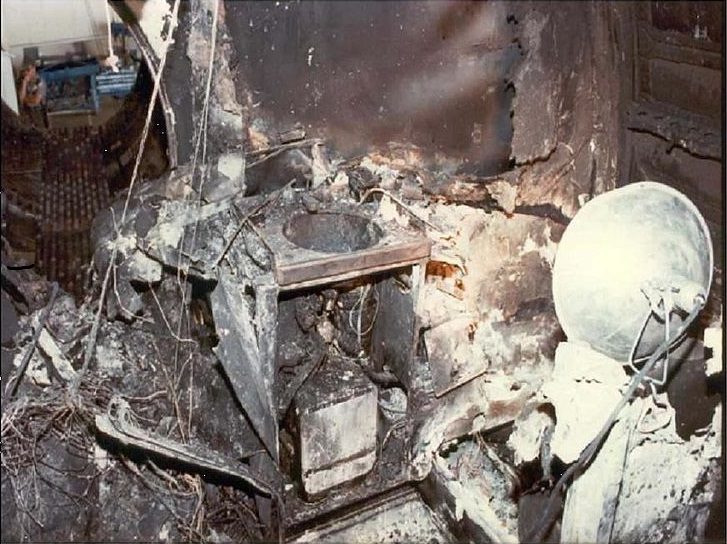
Dommages causés par le feu dans les toilettes arrière, point d'origine de l'incendie.

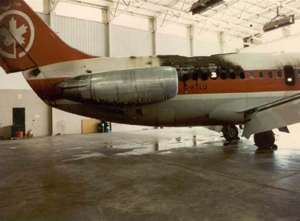
Dommages par le feu à l'arrière de l'avion autour des toilettes arrière.

Concernant cet incident, bien qu'une grande partie du câblage à l'arrière de l'avion ait été gravement endommagé ou détruit par l'incendie lui-même, le rapport du NTSB indique que : « toutes les épissures de fils faites lors des réparations qui ont été trouvées non détruites ont été examinées. Aucune preuve d'arc ou de court-circuit n'a été trouvée. »
Aucun signe de court-circuit ou d'arc électrique n'a non plus été trouvé dans le moteur de la chasse d'eau des toilettes, dans les composants de ces dernières ou dans les câbles aux alentours.
Concernant une potentielle action criminelle sur l'avion, le rapport du NTSB indique : « Sur la base de l'examen des preuves physiques et des résultats de l'analyse en laboratoire par le FBI, le NTSB a conclu qu'il n'y avait ni engin explosif ni incendiaire en cause. De plus, rien ne prouve que l'incendie ait été délibérément allumé. »
Des tests sur le moteur de la chasse d'eau des toilettes, similaire à celui où les trois disjoncteurs ont sauté dans le cockpit, et consistant à chauffer de manière anormale le moteur pour voir si un incendie pouvait se déclencher ont été effectués par le NTSB. Avec une température atteignant plus de 428 ℃, les enquêteurs ont pu apercevoir de la fumée sortir du moteur, mais même avec cette température, ils n'ont jamais pu apercevoir quelconque début de flammes ou d'incendie sur le moteur ou sur les composants aux alentours,.
À propos du déclenchement des trois disjoncteurs dans le cockpit lorsque le feu n'avait pas encore été détecté, le NTSB déclare : « Les dommages constatés dans le faisceau de câbles à cet endroit ne pouvaient être que le résultat d'un incendie et de la chaleur, et le NTSB conclut que les dommages au câblage qui ont provoqué le déclenchement des trois disjoncteurs du moteur de la chasse d'eau ont été causés par la chaleur et le feu. ». Cela signifie que l'incendie était donc déjà là, quelque part, lorsque les disjoncteurs se sont déclenchés, mais les pilotes n'ont pas considéré qu'il s'agissait d'un problème grave dans un premier temps.
Bien qu'aucune conclusion définitive n'ait pu être tirée quant au point précis d'origine du feu, les preuves indiquent qu'il s'est propagé à travers la partie inférieure de la section des toilettes arrière. Le feu a brûlé sans être détecté pendant près de 15 minutes. L'enquête a tout de même permis d'expliquer l'embrasement de l'appareil au sol. En effet, l'ouverture des sorties de secours a alimenté la cabine en oxygène, provoquant son embrasement.

### Premier rapport final
Le NTSB n'a finalement pas pu déterminer l'origine de l'incendie. En août 1984, l'organisme a publié un rapport final qui concluait que les causes probables de l'accident étaient un incendie d'origine indéterminée, aggravé par la sous-estimation par l'équipage de sa gravité et des informations contradictoires sur sa progression communiquées au commandant de bord. Ce rapport a également révélé que la « décision tardive de l'équipage de procéder à une descente d'urgence » a contribué à la gravité de l'accident(p71).

### Conséquences et révision du rapport
Les journaux et autres médias ont critiqué les mesures prises par l'équipage et ont déclaré que les pilotes avaient mis trop de temps pour entamer une descente d'urgence. Le rapport du NTSB critiquait particulièrement le commandant Donald Cameron pour ne pas avoir posé de questions sur la nature exacte de l'incendie et ne pas avoir immédiatement déclenché une descente d'urgence lorsque l'incendie a été signalé pour la première fois. Donald Cameron a admis lors d'une conférence de presse à la suite de la publication du rapport du NTSB qu'il supposait que le problème était un incendie dans une poubelle, une cause fréquente d'incendies mineurs dans les toilettes alors qu'il était encore permis de fumer sur les vols. « Tout ce que je sais, c'est que j'ai fait de mon mieux », a déclaré Cameron plus tard, « je suis vraiment désolé que des gens n'en sont pas sorti, parce que nous avons passé beaucoup de temps et d'efforts pour les sauver ».
Après que le NTSB a publié son rapport, un certain nombre de pilotes commerciaux et de personnel des compagnies aériennes ont demandé une révision du rapport. En outre, le copilote Claude Ouimet a envoyé au NTSB une défense détaillée des actions de l'équipage, y compris la décision d'atterrir à Cincinnati au lieu de l'aéroport de Standiford Field à Louisville, Kentucky, l'aéroport le plus proche du vol 797 lorsque l'équipage a déclaré pour la première fois une urgence. Il a déclaré que Louisville était trop près pour pouvoir descendre de l'altitude de croisière à un atterrissage d'urgence en toute sécurité, et même l'atterrissage à Cincinnati était une proposition discutable étant donné les difficultés à contrôler l'avion.
De plus, le copilote indique que la décision tardive de la descente d'urgence n'est pas un argument car il fallait d'abord identifier la cause du problème. Alors que la fumée avait été remarqué par tout l'équipage et qu'un membre de celui-ci avait pulvérisé l'intérieur des toilettes avec un extincteur à CO2, cette dernière, dû à l'action de l'extincteur et de l'ouverture partielle de la porte, a commencé à disparaître progressivement dans la cabine pendant quelques minutes, évènement d'ailleurs remarqué par certains passagers, laissant penser que le problème était en train de se régler et qu'une descente d'urgence ne se justifiait pas. Par ailleurs, sur ce sujet, dans son rapport final, le NTSB déclare : « Bien qu'un véritable incendie en vol soit extrêmement rare, tous les signalements de fumée dans la cabine doivent être considérés comme potentiellement graves. Cependant, de tels rapports s'avèrent souvent être de la fumée provenant d'un moteur de chasse d'eau surchauffé ou des déchets enflammés par une cigarette jetée dans une poubelle conçue pour contenir un incendie, conditions qui sont normalement identifiées et corrigées par les agents de bord sans autres conséquences. Par conséquent, le NTSB s'est rendu compte de la nécessité d'évaluer la situation avant de décider des mesures d'urgence requises. ». À 19 h 04, le copilote, après s'être rendu une première fois à l'arrière de la cabine et après avoir repris son siège dans le cockpit, a déclaré « Je pense que nous ferions mieux de descendre ». Mais 9 secondes plus tard, le chef de cabine est entré dans le cockpit et a déclaré « J'ai tous les passagers assis à l'avant, vous n'avez pas à vous inquiéter, je pense que ça va se calmer », ce à quoi le copilote a répondu « D'accord, ça commence à s'éclaircir maintenant ». C'est malheureusement à ce moment précis que la fumée semblait se dissiper à l'arrière de la cabine et que les pilotes ont pensé à une surchauffe du moteur de la chasse d'eau ou à une cigarette mal éteinte, et que le problème n'était pas important et qu'il était en train de se résoudre.
Après que le copilote eut été une seconde fois à l'arrière de l'avion et après ne pas avoir pu ouvrir la porte des toilettes en raison de la forte chaleur au toucher, ce dernier est retourné dans le cockpit et a fait part de ses fortes inquiétudes au commandant, moment auquel la décision de descendre a été prise. Finalement, le copilote termine sa défense par la conclusion suivante : « Vous pouvez regarder le match de la grande victoire de John McEnroe à l'US Open de tennis 1984 et trouver encore des choses qu'il aurait pu faire mieux, mais le fait est que sa performance globale était bonne. Il en va de même pour nous et c'est la confrontation éternelle de l'analyste contre celui qui est dans le feu de l'action. Il n'est pas facile, je l'avoue, d'avoir ce sens de la réalité quand on n'était pas dans l'action mais nécessaire pour donner une quelconque crédibilité à une évaluation des performances humaines. »
En janvier 1986, après avoir examiné la requête de Claude Ouimet et réévalué les données disponibles, le NTSB a publié une version révisée de son rapport d'accident. Le rapport critiquait toujours la décision du commandant Cameron de ne pas s'être informé plus sur l'incendie lui-même. Cependant, le NTSB a révisé son constat de cause probable pour décrire les rapports d'incendie donnés à Cameron comme « trompeurs » au lieu de « contradictoires ». Le NTSB a également remplacé le mot « retardé » de sa description de la décision des pilotes de descendre, énumérant plutôt le « temps nécessaire pour évaluer la nature de l'incendie et pour décider d'entamer une descente d'urgence » comme facteur contributif.
Cependant, à plusieurs reprises dans le rapport, le NTSB critique tout de même les pilotes et « conclut que la décision tardive de descendre a contribué à la gravité de l'accident » et que « lorsqu'un membre d'équipage ainsi que le copilote ont rapporté que l'incendie s'estompait, et ce, à plusieurs reprises, cela a induit le commandant en erreur quant à la gravité de l'incendie et il a retardé sa décision de déclarer une urgence et de descendre. ». Toutefois, le NTSB déclare également que le sang froid des pilotes et leur capacité à poser l'avion dans des conditions extrêmement difficiles, alors que la fumée remplissait la cabine et le cockpit, a sauvé de nombreuses vies : « Compte tenu des conditions auxquelles le commandant de bord était confronté lors de la descente et de l'atterrissage, le NTSB conclut que le commandant a fait preuve d'un pilotage exceptionnel sans lequel l'avion et toutes les personnes à bord auraient certainement péri. »
De plus, le NTSB déclare dans son rapport final que « l'initiative de l'équipage de cabine de distribuer des serviettes mouillées et de demander aux passagers de respirer à travers les serviettes ou d'autres vêtements (N.d.A., pour réduire la quantité de produits chimiques inhalés dans les poumons) a contribué à la survie des passagers. »
L'équipage entier du vol 797 a par la suite été honoré par plusieurs organisations d'aviation canadiennes pour leurs actions héroïques dans l'atterrissage de l'avion en toute sécurité,. Le commandant de bord Cameron est décédé des complications de la maladie de Parkinson le 3 décembre 2016 à Ottawa, à l'âge de 84 ans.

### Recommandations de sécurité
21 recommandations de sécurité ont été émises par le NTSB à la suite de l'accident et de la publication du rapport final,.
À la suite de cet accident et d'autres incendies en vol sur des avions de passagers, le NTSB a émis plusieurs recommandations à la Federal Aviation Administration (FAA), notamment :
- Recommandation de sécurité A-83-70, qui demandait à la FAA d'accélérer les actions pour exiger des détecteurs de fumée dans les toilettes[23],[24].
- Recommandation de sécurité A-83-71, qui demandait à la FAA d'exiger l'installation d'extincteurs automatiques à côté et dans les poubelles des toilettes[25].
- Forte recommandation à tous les transporteurs aériens basés aux États-Unis de revoir leurs procédures de formation et d'évaluation en matière d'incendie ; les procédures devaient être raccourcies et axées sur la prise d'« actions agressives » pour déterminer la source et la gravité d'un incendie suspecté tout en trouvant les descentes d'urgence les plus courtes et les plus sûres possible, y compris l'atterrissage ou l'amerrissage forcé.
- Forte suggestion que l'instruction des passagers sur la façon d'ouvrir les issues de secours devienne une pratique courante dans l'industrie du transport aérien[8].
- Forte recommandation pour des modifications accélérées des règles de la FAA exigeant que tous les transporteurs aériens basés aux États-Unis installent (ou améliorent) des systèmes de sécurité-incendie en cabine, y compris (mais sans s'y limiter) :
  - Des matériaux de siège coupe-feu pour limiter à la fois la propagation du feu et la génération de produits chimiques toxiques.
  - Un éclairage de voie d'urgence au niveau du sol ou près de celui-ci, suffisamment puissant pour être visible à travers la fumée de combustible lourd.
  - Des marquages surélevés sur les compartiments suspendus qui indiquent l'emplacement des rangées de sortie pour aider les passagers à localiser ces rangées en cas de déficience visuelle des passagers (préexistante ou causée par des conditions d'urgence).
  - Des extincteurs portatifs utilisant des agents d'extinction de technologie avancée tels que le halon (en)[NTSB 44].

## Passagers notables
- Stan Rogers, chanteur folk canadien, âgé de 33 ans, a également été victime du vol. Rogers est connu pour des chansons telles que « Northwest Passage », « The Mary Ellen Carter » et « Barrett's Privateers ». Il rentrait chez lui sur le vol 797 après avoir assisté au Kerrville Folk Festival (en) au Texas. Il est mort d'inhalation de fumée[26].
- George Curtis Mathes Jr., 54 ans, chef de la Curtis Mathes Corporation (en), une entreprise qui fabriquait des téléviseurs haut de gamme. Il avait déménagé à Toronto quelques années plus tôt, mais avait conservé son entreprise dans la région de Dallas. Il a été tué dans l'incendie[27].
- Glen W. Davis, millionnaire canadien (âgé de 42 ans), a survécu à l'accident et est devenu philanthrope, aidant l'environnement et la faune sauvage. Davis a déclaré que l'accident a contribué à sa décision[28]. Il a été tué par balles en 2007, à l'âge de 66 ans[28],[29].

Un diagramme du vol 797 d'Air Canada du NTSB. Il indique l'emplacement des passagers survivants, des passagers décédés et des agents de bord.

## Après l'accident
Cet accident contribuera à l'amélioration de la sécurité aérienne,. Les détecteurs de fumée, notamment dans les toilettes, sont désormais obligatoires, tout comme le marquage lumineux au sol indiquant les sorties de secours. Une meilleure formation du personnel de cabine face aux incendies, et la standardisation des procédures explicatives d'ouvertures des portes de secours aux passagers,, ont également permis d'améliorer la sécurité aérienne.
Après cet accident, Air Canada a vendu l'aile droite de l'avion à Ozark Air Lines (en) pour réparer un avion endommagé. Le 20 décembre 1983, le vol Ozark Air Lines 650, servi par un DC-9 portant l'immatriculation N994Z, a heurté un chasse-neige à Sioux Falls, tuant l'opérateur du chasse-neige et séparant l'aile droite de l'avion(p17). Une aile du C-FTLU a été utilisée pour remplacer celle séparée sur le N994Z après l'incident. L'avion a ensuite été vendu à Republic Airlines et acquis par Northwest Airlines après la fusion des deux compagnies. En 2012, le N994Z a été vendu puis envoyé au rebut à Evergreen après avoir été attribué à Delta Air Lines, qui avait acquis Northwest.
Même si les enquêteurs ont écarté l'origine de l'incendie comme provenant d'une cigarette personnelle d'un passager, le Canada fut le premier pays au monde à entièrement bannir la cigarette en vol pour toutes ses compagnies en 1994,.
Air Canada utilise toujours le numéro de vol 797, bien qu'il opère maintenant de l'aéroport international Pierre-Elliott-Trudeau de Montréal à l'aéroport international de Los Angeles avec un Airbus A320.

## Médias
L'accident a fait l'objet d'un épisode dans la série télévisée Dangers dans le ciel (Air Crash) nommé « Tous feux tous flammes » (saison 4 - épisode 3).

### Rapport final, Conseil national de la sécurité des transports, 1986
1. 1 2 3  NTSB 1986, p. 71.
2. ↑  NTSB 1986, p. 1-2.
3. ↑  NTSB 1986, p. 9.
4. ↑  NTSB 1986, p. 82.
5. 1 2  NTSB 1986, p. 80.
6. ↑  NTSB 1986, p. 81.
7. 1 2 3 4 5 6 7 8 9  NTSB 1986, p. 2.
8. 1 2 3 4 5 6 7 8 9 10 11 12 13  NTSB 1986, p. 3.
9. ↑  NTSB 1986, p. 91.
10. 1 2 3  NTSB 1986, p. 92.
11. ↑  NTSB 1986, p. 96.
12. ↑  NTSB 1986, p. 3-4.
13. 1 2 3 4 5  NTSB 1986, p. 4.
14. ↑  NTSB 1986, p. 13-14.
15. ↑  NTSB 1986, p. 5.
16. 1 2  NTSB 1986, p. 7.
17. ↑  NTSB 1986, p. 8, 63.
18. ↑  NTSB 1986, p. 63.
19. ↑  NTSB 1986, p. 33.
20. 1 2 3 4 5 6  NTSB 1986, p. 8.
21. 1 2 3 4  NTSB 1986, p. 70.
22. ↑  NTSB 1986, p. 31.
23. 1 2  NTSB 1986, p. 58.
24. ↑  NTSB 1986, p. 66.
25. ↑  NTSB 1986, p. 27.
26. 1 2 3 4  NTSB 1986, p. 10.
27. ↑  NTSB 1986, p. 13.
28. ↑  NTSB 1986, p. 59-60.
29. ↑  NTSB 1986, p. 57.
30. 1 2  NTSB 1986, p. 55.
31. ↑  NTSB 1986, p. 36-37.
32. ↑  NTSB 1986, p. 53.
33. ↑  NTSB 1986, p. 40.
34. ↑  NTSB 1986, p. 59, 110.
35. ↑  NTSB 1986, p. 99.
36. ↑  NTSB 1986, p. 103.
37. 1 2  NTSB 1986, p. 108.
38. 1 2  NTSB 1986, p. 106.
39. 1 2  NTSB 1986, p. 107.
40. ↑  NTSB 1986, p. 109.
41. ↑  NTSB 1986, p. 77.
42. ↑  NTSB 1986, p. 62-63.
43. 1 2  NTSB 1986, p. 65.
44. ↑  NTSB 1986, p. 74, 76.

### Autres sources
1. 1 2  (en) Aviation Safety Network, « Accident description - Air Canada 797 », sur aviation-safety.net (consulté le 27 avril 2020).
2. 1 2  (en) Plane Spotters, « C-FTLU Air Canada McDonnell Douglas DC-9-30 », sur www.planespotters.net (consulté le 27 avril 2020).
3. ↑  (en) Aviation Safety Network (photogr. Werner Fischdick), « Photo of McDonnell Douglas DC-9-32 CF-TLU », sur aviation-safety.net, 10 août 1973 (consulté le 28 avril 2020).
4. ↑  Gouvernement du Canada, « Registre des aéronefs civils canadiens: Information historique sur l'aéronef : C-FTLU », sur wwwapps.tc.gc.ca (consulté le 28 avril 2020).
5. ↑  (en) Greg Noble, « From The Vault: 23 die on burning Air Canada flight making emergency landing at CVG » [« 23 morts sur un vol d'Air Canada en flammes faisant un atterrissage d'urgence à CVG »], sur www.wcpo.com, 2 juin 2016 (consulté le 27 avril 2020).
6. ↑  (en) CBC Television, « Pilots recount fatal Air Canada flight » [« Les pilotes racontent le vol mortel d'Air Canada »], sur www.cbc.ca, 7 juin 1983 (consulté le 27 avril 2020).
7. ↑  (en) Richard Witkin, « How Air Traffic Controller Guided Burning Jetliner to Safe Landing » [« Comment le contrôleur aérien a guidé un avion de ligne en flamme vers un atterrissage sûr »], sur www.nytimes.com, The New York Times, 10 juin 1983 (consulté le 27 avril 2020).
8. 1 2 3  (en) John H. Cushman Jr., « Strict Rules Imposed for Sitting in Airline Exit Rows » [« Des règles strictes imposées pour s'asseoir près des sièges de sorties dans les compagnies aériennes »], sur www.nytimes.com, The New York Times, 5 octobre 1990 (consulté le 27 avril 2020).
9. ↑  (en) Joe Kay, « Plane fire: No panic, no screams » [« Avion en feu : pas de panique, pas de cris »], The Free Lance–Star, 3 juin 1983 (consulté le 27 avril 2020).
10. 1 2  (en) Jan Von Wuthenau (photogr. Capt. Grieder), « Aviation Photo #0076816 : McDonnell Douglas DC-9-32 - Air Canada », photographie de l'avion en flamme, sur www.airliners.net, 2 juin 1983 (consulté le 28 avril 2020).
11. ↑  (en) Janet Walsh, « The smoke aboard Air Canada flight 797 was so... » [« La fumée à bord du vol 797 d'Air Canada était tellement ... »], sur www.upi.com, United Press International, 3 juin 1983 (consulté le 27 avril 2020).
12. 1 2 3 4 5 6 7  Dangers dans le ciel - Saison 4 - Épisode 3 - « Tous feux tous flammes ».
13. ↑  (en) Associated Press, « 23 Reported Killed in Blaze on an Air Canada Jet » [« 23 personnes ont été tuées dans un incendie à bord d'un avion d'Air Canada »], sur www.nytimes.com, The New York Times, 3 juin 1983 (consulté le 27 avril 2020).
14. ↑  (en) Rick Van Sant, « An Air Canada DC-9 jetliner with 46 people aboard... » [« Un avion de ligne DC-9 d'Air Canada avec 46 personnes à bord ... »], sur www.upi.com, United Press International, 3 juin 1983 (consulté le 27 avril 2020).
15. ↑  (en) Aviation Safety Network, « CVR transcript Air Canada Flight 797 - 02 JUN 1983 » [« Transcription de l'enregistreur phonique - Vol Air Canada 797, 2 juin 1983 »], sur aviation-safety.net (consulté le 27 avril 2020).
16. ↑  (en) Conseil national de la sécurité des transports, Aircraft accident report : Air Canada flight 797, McDonnell Douglas DC-9-32, C-FTLU, Greater Cincinnati International Airport, Covington, Kentucky, June 2, 1983 [« Rapport d'enquête aéronautique : Vol Air Canada 797, McDonnell Douglas DC-9-32, C-FTLU, Aéroport international de Cincinnati, Covington, Kentucky, 2 juin 1983 »] (rapport no AAR-84/09), Washington, National Transportation Safety Board, 8 août 1984, iv-98 (OCLC 11293424, lire en ligne [PDF])Premier rapport, annulé et remplacé le 31/01/1986 par le rapport no AAR-86/02.
17. ↑  (en) George Lobsenz, « Air Canada crew criticized in fatal flight » [« L'équipage d'Air Canada critiqué pour l'accident mortel »], sur www.upi.com, United Press International, 10 juillet 1984 (consulté le 27 avril 2020).
18. ↑  (en) Wendell Rawls Jr., « High Praise for Flight Crew in Jetliner Fire Fatal to 23 » [« Des félicitations pour l'équipage du poste de pilotage dans l'incendie de l'avion qui a tué 23 personnes »], sur www.nytimes.com, The New York Times, 4 juin 1983 (consulté le 27 avril 2020).
19. ↑  (en) Peter Pigott, Aviation Pioneers of Canada 7-Book Bundle : Brace for Impact / Air Canada / and 5 more [« Ensemble de 7 livres des Pionniers de l'aviation du Canada »], Toronto, Dundurn Press, 7 juillet 2016, 1616 p. (ISBN 978-1-4597-3722-8, OCLC 1091222840, lire en ligne).
20. ↑  (en) Ottawa Citizen, « Donald CAMERON », sur ottawacitizen.remembering.ca, 3 décembre 2016 (consulté le 27 avril 2020).
21. ↑  (en) Federal Aviation Administration, « Lessons Learned : Air Canada Flight 797, McDonnell Douglas DC-9-32 (S/N 47196), C-FTLU » [« Leçons apprises : Vol Air Canada 797, McDonnell Douglas DC-9-32 (S/N 47196), C-FTLU »], sur lessonslearned.faa.gov (consulté le 27 avril 2020).
22. ↑  (en) Conseil national de la sécurité des transports, « Air Canada Flight 797 McDonnell Douglas DC-9-32, C-FTLU » [« Vol Air Canada 797, McDonnell Douglas DC-9-32, C-FTLU »], sur www.ntsb.gov (consulté le 27 avril 2020).
23. ↑  (en) Conseil national de la sécurité des transports, « Safety Recommendation A-83-070 », sur ntsb.gov.
24. 1 2  (en) United Press International, « Toilet Smoke Detectors Required on Airliners » [« Les détecteurs de fumée dans les toilettes requis sur les avions de ligne »], sur www.nytimes.com, The New York Times, 30 octobre 1986 (consulté le 27 avril 2020).
25. ↑  (en) Conseil national de la sécurité des transports, « Safety Recommendation A-83-071 » [« Recommandation de sécurité A-83-071 »], sur www.ntsb.gov, 31 octobre 1983 (consulté le 27 avril 2020).
26. ↑  (en) The Hamilton Spectator, « June 2, 1983: Dundas singer-songwriter Stan Rogers dies in airline disaster » [« 2 juin 1983 : Stan Rogers, auteur-compositeur-interprète de Dundas, meurt dans une catastrophe aérienne »], sur www.thespec.com, 23 septembre 2016 (consulté le 27 avril 2020).
27. ↑  (en) United Press International, « Head of TV Concern Was Among Victims » [« Un responsable de la télévision parmi les victimes »], sur www.nytimes.com, The New York Times, 4 juin 1983 (consulté le 27 avril 2020).
28. 1 2  (en) Timothy Appleby, « Crash led shooting victim to life of philanthropy » [« Un accident a conduit une victime d'une fusillade à une vie de philanthropie »], sur www.theglobeandmail.com, The Globe and Mail, 22 mai 2007 (consulté le 27 avril 2020).
29. ↑  (en) Peter Small et Betsy Powell, « Godson was mastermind behind Toronto philanthropist’s murder » [« Le filleul était le cerveau derrière le meurtre d'un philanthrope de Toronto »], sur www.thestar.com, Toronto Star, 14 octobre 2011 (consulté le 27 avril 2020).
30. ↑  (en) John Cox, « Accidents that changed aviation: Controlling in-flight fires » [« Les accidents qui ont changé l'aviation : maîtriser les incendies en vol »], sur www.usatoday.com, USA Today, 17 décembre 2019 (consulté le 27 avril 2020).
31. ↑  Nicolas Hasson-Fauré, « Ces quatre catastrophes ont changé le monde de l’aviation », sur www.ouest-france.fr, Ouest-France, 13 mars 2019 (consulté le 27 avril 2020).
32. ↑  (en) Federal Aviation Administration, « Advisory Circular : Floor Proximity Emergency Espace Path Marking » [« Circulaire d'information : Marquage de la trajectoire des sorties de secours près du sol »] [PDF], sur www.faa.gov, 22 mai 1989 (consulté le 27 avril 2020).
33. ↑  (en) Japan Airlines, « Passengers seated in the emergency exit row are requested to assist in an emergency evacuation » [« Les passagers assis dans la rangée des sorties de secours sont priés d'aider à une évacuation d'urgence »], sur www.jal.com (consulté le 27 avril 2020).
34. ↑  Direction générale de l'Aviation civile, « Info sécurité DGAC N° 2014/01 : Présence et aptitude de passagers assis au niveau des portes de type III et IV » [PDF], sur www.ecologique-solidaire.gouv.fr, janvier 2014 (consulté le 27 avril 2020).
35. ↑  (en) Joe Sharkey, « Lesson in Air Safety: 90 Seconds to Get Out » [« Leçon de sécurité aérienne : 90 secondes pour sortir »], sur www.nytimes.com, The New York Times, 8 juillet 2013 (consulté le 27 avril 2020).
36. ↑  (en) Federal Aviation Administration, « FAA Registry - Aircraft - N994Z » [« Registre de la FAA - Aéronefs - N994Z »], sur registry.faa.gov (consulté le 27 avril 2020).
37. ↑  (en) Conseil national de la sécurité des transports, Aircraft accident/incident summary reports : Denver, Colorado--August 19, 1983 [...] Miami, Florida--November 11, 1983 [« Rapports sommaires d'accidents / incidents d'aéronefs : Denver, Colorado - 19 août 1983 [...] Miami, Floride - 11 novembre 1983 »] (rapport no AAR-85/01S), Washington, National Transportation Safety Board, 30 septembre 1985, iii-59 (OCLC 15481194, lire en ligne [PDF]).
38. ↑  (en) Reuters, « Canada Bans Smoking on Its Airline » [« Le Canada interdit de fumer dans ses compagnies aériennes »], sur www.nytimes.com, The New York Times, 29 juin 1994 (consulté le 27 avril 2020).
39. ↑  (en) Glenn Kramon, « Air Canada Tests a Ban on Smoking » [« Air Canada teste l'interdiction de fumer »], sur www.nytimes.com, The New York Times, 26 avril 1987 (consulté le 27 avril 2020).
40. ↑  « Air Canada (AC) : ACA797 / AC797 », sur flightaware.com (consulté le 27 avril 2020).

### Vidéos
- (en) [vidéo] « ATC - Air Canada 797 - (In-flight fire) 2 June 1983 », sur YouTube.
- (en) [vidéo] WCPO 9, « Air Canada fire: 23 die on burning plane making emergency landing at CVG », sur YouTube.